# 圣旺德图贝维尔
圣旺德图贝维尔（法語：Saint-Ouen-de-Thouberville，法語發音：[sɛ̃.t‿wɛ̃ də tubɛʁvil]）是法国厄尔省的一个市镇，属于贝尔奈区。

## 地理
圣旺德图贝维尔（49°21'24"N, 0°53'16"E）面积6.32 平方千米，位于法国诺曼底大区厄尔省，该省份为法国北部内陆省份，北起滨海塞纳省，西接奧恩省和卡爾瓦多斯省，南至厄尔-卢瓦省，东临瓦兹省、瓦兹河谷省和伊夫林省。
与圣旺德图贝维尔接壤的市镇（或旧市镇、城区）包括：拉布耶、拉隆德、穆利诺。

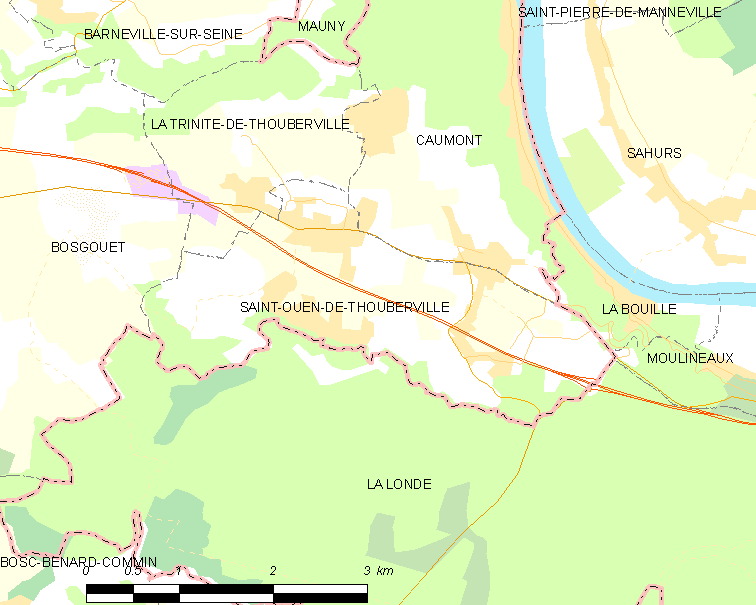
圣旺德图贝维尔的OSM定位图

圣旺德图贝维尔的时区为UTC+01:00、UTC+02:00（夏令时）。

## 行政
圣旺德图贝维尔的邮政编码为27310，INSEE市镇编码为27580。

## 政治
圣旺德图贝维尔所属的省级选区为阿沙尔堡县。

## 人口

1962-2008年间圣旺德图贝维尔人口变化图示

圣旺德图贝维尔于2022年1月1日时的人口数量为2426人。